# France Papež
France Papež, slovenski izseljenec v Argentini, pesnik, pisatelj, urednik in prevajalec, * 20. marec 1924, Kot pri Semiču, † 1996, Buenos Aires, Argentina.

## Življenjepis
France Papež je bil med drugo svetovno vojno sprva nekaj časa pri partizanih, nato pa je prebegnil k domobrancem. Leta 1945 se je umaknil na Koroško ter bil nato nekaj let v italijanskih begunskih taboriščih (Servigliano, Senigallia), kjer je končal gimnazijo in 1948 odšel v Argentino kjer se je v Buenos Airesu zaposlil v upravi tekstilne tovarne. Kot ustanovni član je od 1954 delal pri Slovenski kulturni akciji v Buenos Airesu in tu končal slikarsko šolo. Leta 1970 je postal glavni urednik Meddobja.
France Papež je s svojim književnim in uredniškim delom spadal med osrednje ustvarjalce slovenskega izseljeništva v Argentini.

## Literarno delo
Prvo pesniško zbirko Osnovno govorenje, ki vsebuje pesmi o zdomstvu in brezizhodnosti v tujem svetu, je objavil v Buenos Airesu 1957. Naslednja zbirka Dva svetova, ki je izšla prav tam leta 1985, kaže na tridesetletni pesnikov razvoj, navezanost na domovinsko tematiko, pa tudi spoznanje o bogastvu soočenja dveh različnih svetov.
Spominsko izpovedni roman Zapisi iz zdomstva, ki je prvič izšel v Buenos Airesu 1977 (ponatis Ljubljana, 1992), je pripoved o iskanju slovenskih zdomcev v Argentini ter o njihovem kulturnem in duhovnem razvoju. Napisal je tudi drame Gozd (Buenos Aires, 1969), Krst ob Srebrni reki (Buenos Aires, 1995), Svetinja (Buenos Aires, 1995) in uredil zbrano delo slovenskega pesnika Franceta Balantiča (Buenos Aires, 1979) ter skupaj s Tinetom Debeljakom izdal antologijo Antologijo slovenskega zdomskega pesništva  (Buenos Aires, 1980).
Papež je bil tudi ploden prevajalec. Prevajal je iz angleščine, francoščine in nemščine.